# Principato di Volinia
Il Principato di Volinia fu un possedimento orientale del Rus' di Kiev fondato dalla dinastia dei Rjurikidi nel 987 nella regione della Volinia, grosso modo situato tra i confini delle odierne Ucraina, Bielorussia e Polonia. Dal 1069 al 1118, appartenne agli Izjaslavič, che governavano da Turov e dal loro principato. Dopo che i Monomachi tolsero loro Turov nel 1105, i discendenti di Izjaslav Jaroslavič continuarono, per qualche anno, a governare a Volinia. Dal 1154 al 1199, il principato fu nominato Principato di Vladimir quando quello di Luc'k (1154-1228) si separò.
Finì poi per divenire parte del Principato di Galizia-Volinia.

## Storia
Il principato di Volinia, insieme a quello gemello della Galizia, fu formato dai figli della dinastia Rurik regnante a Kiev. Dopo la frammentazione dei Rus' di Kiev, il principato ottenne la sua autonomia nel 1154.
Dopo la morte di Volodymyr Yaroslavovych, principe di Halych, nel 1199, la dinastia dei Rurik, che vi regnava, si estinse, e il principe di Volinia, Romano il Grande, annesse il principato, spostò il suo trono ad Halych Antica e formò il Regno Unito di Galizia-Volinia.

## Lista dei principi regnanti
| Dinastia                  | Principe                 | Inizio | Fine  | Note                                                                                         |
| ------------------------- | ------------------------ | ------ | ----- | -------------------------------------------------------------------------------------------- |
| ...                       | Vsevolod Volodomirovič   | 987    | 1013  | Fratello di Jaroslav I di Kiev                                                               |
| Rjurikidi / Jaroslaviči   | Svjatoslav II di Kiev    | ?      | 1054  | Figlio di Jaroslav I di Kiev                                                                 |
| Rjurikidi / Jaroslaviči   | Igor Jaroslavič          | 1054   | 1057  | Figlio di Jaroslav I di Kiev                                                                 |
| Rjurikidi / Vladimiroviči | Rostislav di Tmutarakan  | 1057   | 1064  |                                                                                              |
| Jaroslaviči / Izjaslaviči | Jaropolk Izjaslavič      | 1069   | 1086  | Re di Rus dal 1078                                                                           |
| Jaroslaviči / Izjaslaviči | interregno               | 1073   | 1078  | occupazione da Olgoviči (Oleg I di Černihiv)                                                 |
| Jaroslaviči / Izjaslaviči | interregno               | 1086   | 1100  | occupazione da Igorevič (Davide Igorevič)                                                    |
| Jaroslaviči / Izjaslaviči | Mstislav Svjatopolčič    | 1099   | 1100  |                                                                                              |
| Jaroslaviči / Izjaslaviči | Jaroslav Svjatopolčič    | 1100   | 1118  |                                                                                              |
| Monomachi                 | Romano Vladimirovič      | 1118   | 1119  |                                                                                              |
| Monomachi                 | Andrea il Buono          | 1119   | 1135  |                                                                                              |
| Monomachi                 | Izjaslav II di Kiev      | 1135   | 1141  |                                                                                              |
| Monomachi                 | interregno               | 1141   | 1146  | occupazione degli Olgoviči (Svjatoslav III Vsevolodovič)                                     |
| Monomachi                 | Vladimiro di Dorogobuž   | 1146   | 1149  |                                                                                              |
| Monomachi / Mstislaviči   | Izjaslav II di Kiev      | 1149   | 1151  |                                                                                              |
| Monomachi / Mstislaviči   | Svjatopolk Mstislavič    | 1151   | 1154  |                                                                                              |
| Monomachi / Mstislaviči   | Vladimiro III Mstislavič | 1154   | 1157  |                                                                                              |
| Monomachi / Mstislaviči   | Mstislav II di Kiev      | 1157   | 1170  |                                                                                              |
| Monomachi / Mstislaviči   | Romano Mstislavič        | 1170   | 1205  |                                                                                              |
| Monomachi / Mstislaviči   | interregno               | 1205   | 1208  | Occupazione della Galizia-Volinia da parte degli Olgoviči-Igorevič (Svjatoslav III Igorevič) |
| Monomachi / Mstislaviči   | Alessandro di Belz       | 1208   | 1215  |                                                                                              |
| Monomachi / Mstislaviči   | Danilo Romanovič         | 1215   | 1238  |                                                                                              |
| Monomachi / Mstislaviči   | Vasilko Romanovič        | 1238   | 1269  |                                                                                              |
| Monomachi / Mstislaviči   | Vladimiro Vasilkovič     | 1269   | 1289  |                                                                                              |
| Monomachi / Mstislaviči   | Mstislav Danilovič       | 1289   | ~1292 |                                                                                              |
| Monomachi / Mstislaviči   | Leone I di Galizia       | ~1292  | 1301  |                                                                                              |
| Monomachi / Mstislaviči   | Jurij I di Galizia       | 1301   | 1308  |                                                                                              |
| Monomachi / Mstislaviči   | Andrea di Galizia        | 1308   | 1323  |                                                                                              |
| Piast vs Rjurikidi        | Volodymyr Lvovych        | 1323   | 1325  |                                                                                              |
| Piast vs Rjurikidi        | Jurij II di Galizia      | 1325   | 1340  |                                                                                              |
| Piast vs Rjurikidi        | interregno               | 1323   | 1349  | Boiardi di Galizia guidati da Dmytro Dedko                                                   |
| Gediminas                 | interregno               | 1340   | 1392  | Guerra di successione per il Regno di Rus tra Polonia e Lituania                             |
| Gediminas                 | Liubartas                | 1340   | 1384  |                                                                                              |
| Gediminas                 | Kaributas                | 1366   | 1370  |                                                                                              |
| Gediminas                 | Teodoro Liubartovič      | 1384   | 1392  |                                                                                              |
| Gediminas                 | Švitrigaila              | 1430?  | 1452  | Guerra civile in Lituania                                                                    |